# ピバル酸
ピバル酸（ピバルさん、pivalic acid）は、tert-ブチル基を持つカルボン酸である。ピバリン酸、ネオペンタン酸、トリメチル酢酸などの別称がある。異性体には吉草酸、イソ吉草酸、ヒドロアンゲリカ酸がある。
無色の液体もしくは白色結晶で、刺激臭を有する。水溶液は弱酸性を示す。pKa は 5.01 (25 °C)。強酸化剤と激しく反応する。多くの金属と反応して水素を生じる。
立体障害による安定性を利用した保護基（ピバロイル基）として使用される。
ピバル酸は tert-ブチルマグネシウムクロリド（グリニャール試薬）に二酸化炭素を吹き込んで製造される。tert-ブチルシアニドの加水分解、2,2-ジメチルプロパン-1-オール（ネオペンチルアルコール）のクロム酸酸化、ピナコロンの酸化、一酸化炭素とブタノール、イソブチルアルコール、もしくはアセトンとの高温・高圧下の反応によっても合成される。

## 異性体

吉草酸
ピバル酸
ヒドロアンゲリカ酸
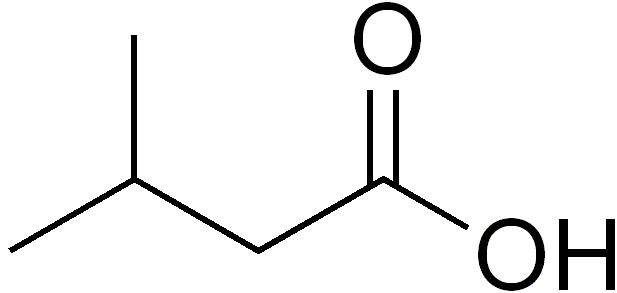
3-メチルブタン酸 （イソ吉草酸）